# Michael Tinsley
Michael DeLorean Tinsley  (né le 21 avril 1984 à Little Rock) est un athlète américain, spécialiste du 400 mètres haies. Le 8 mai 2015, il devient papa d'un petit garçon Titus Maximus avec la sprinteuse Nia Ali médaillé d'argent aux jeux olympiques de Rio.

## Biographie
Vainqueur des championnats NCAA 2006, il établit le meilleur temps de sa carrière sur 400 m haies en 2007 à Indianapolis en 48 s 02. Il se classe troisième des Championnats des États-Unis 2010, en 48 s 72, derrière Bershawn Jackson et Johnny Dutch.
En 2012, Michael Tinsley remporte les sélections olympiques américaines d'Eugene dans le temps de 48 s 33, devançant les favoris Angelo Taylor et Kerron Clement. Il se classe deuxième des Jeux olympiques de Londres, derrière le Dominicain Félix Sánchez et devant le Portoricain Javier Culson, en portant son record personnel à 47 s 91.
Vainqueur de son deuxième titre national consécutif en juin 2013 à l'occasion des championnats des États-Unis à Des Moines, il participe aux championnats du monde 2013 de Moscou et remporte la médaille d'argent du 400 m haies en établissant un nouveau record personnel de 47 s 70, devancé d'un centième de seconde seulement par le Trinidadien Jehue Gordon. Il remporte la Ligue de diamant 2014, grâce notamment à ses victoires remportées à Shanghai, Saint-Denis et Stockholm.

## Palmarès

### International
| Date | Compétition           | Lieu             | Résultat | Épreuve     | Temps   |
| ---- | --------------------- | ---------------- | -------- | ----------- | ------- |
| 2012 | Jeux olympiques       | Londres          | 2e       | 400 m haies | 47 s 91 |
| 2013 | Championnats du monde | Moscou           | 2e       | 400 m haies | 47 s 70 |
| 2013 | Ligue de diamant      | Ligue de diamant | 3e       | 400 m haies | détails |
| 2014 | Ligue de diamant      | Ligue de diamant | 1er      | 400 m haies | détails |
| 2015 | Championnats du monde | Pékin            | 8e       | 400 m haies | 50 s 02 |

### National
- Championnats des États-Unis :
  - vainqueur du 400 m haies en 2012 et 2013.

### Records
| Épreuve     | Performance | Lieu   | Date         |
| ----------- | ----------- | ------ | ------------ |
| 400 m haies | 47 s 70     | Moscou | 15 aout 2013 |